# Charles Dillon, XII visconte Dillon
Charles Dillon-Lee, XII visconte Dillon (Londra, 6 novembre 1745 – Loughlynn, 9 novembre 1813), è stato un politico irlandese.

## Biografia
Era il figlio di Henry Dillon, XI visconte Dillon, e di sua moglie, Charlotte Lee. Nel 1776 cambiò il suo nome in Dillon-Lee secondo i termini del testamento di suo zio, George Lee, III conte di Lichfield. Ha ereditato Ditchley House, nell'Oxfordshire, da sua madre, discendente di Carlo II.

## Carriera
Nel 1767 è stato anche eletto Fellow della Royal Society. Nel 1770 è stato eletto deputato per Westbury e nel 1787 servito come sceriffo di Mayo.
Nel 1802, Lord Dillon ha venduto il maniero ancestrale di Quarendon, l'antica sede della famiglia Lee.

## Matrimoni

### Primo matrimonio
Sposò, il 19 agosto 1776 a Bruxelles, Henrietta-Maria Phipps (26 marzo 1757-1 agosto 1782), figlia di Constantine Phipps, I lord Mulgrave. Ebbero due figli:
- Henry Dillon, XIII visconte Dillon (28 ottobre 1777-4 luglio 1832);
- Frances Charlotte Dillon-Lee (?-17 aprile 1819), sposò Thomas Webb, non ebbero figli.

### Secondo matrimonio
Nel 1787 sposò Marie Rogier (?-28 agosto 1833). Ebbero tre figli:
- Charlotte Dillon-Lee (1788-26 settembre 1866), sposò Lord Frederick Beauclerk, ebbero quattro figli;
- Henrietta Dillon-Lee (?-11 aprile 1811);
- James William Dillon-Lee (1792-10 ottobre 1812).

## Morte
Morì il 9 novembre 1813 a Loughlynn. Fu sepolto nella tomba di famiglia a Ballyhaunis.